# Leopoldine Springschitz
Leopoldine („Lee“) Springschitz (* 17. März 1914 in Wien; † 26. November 2004 ebenda) war eine österreichische Kunsthistorikerin und Museumsleiterin.

## Leben und Werk

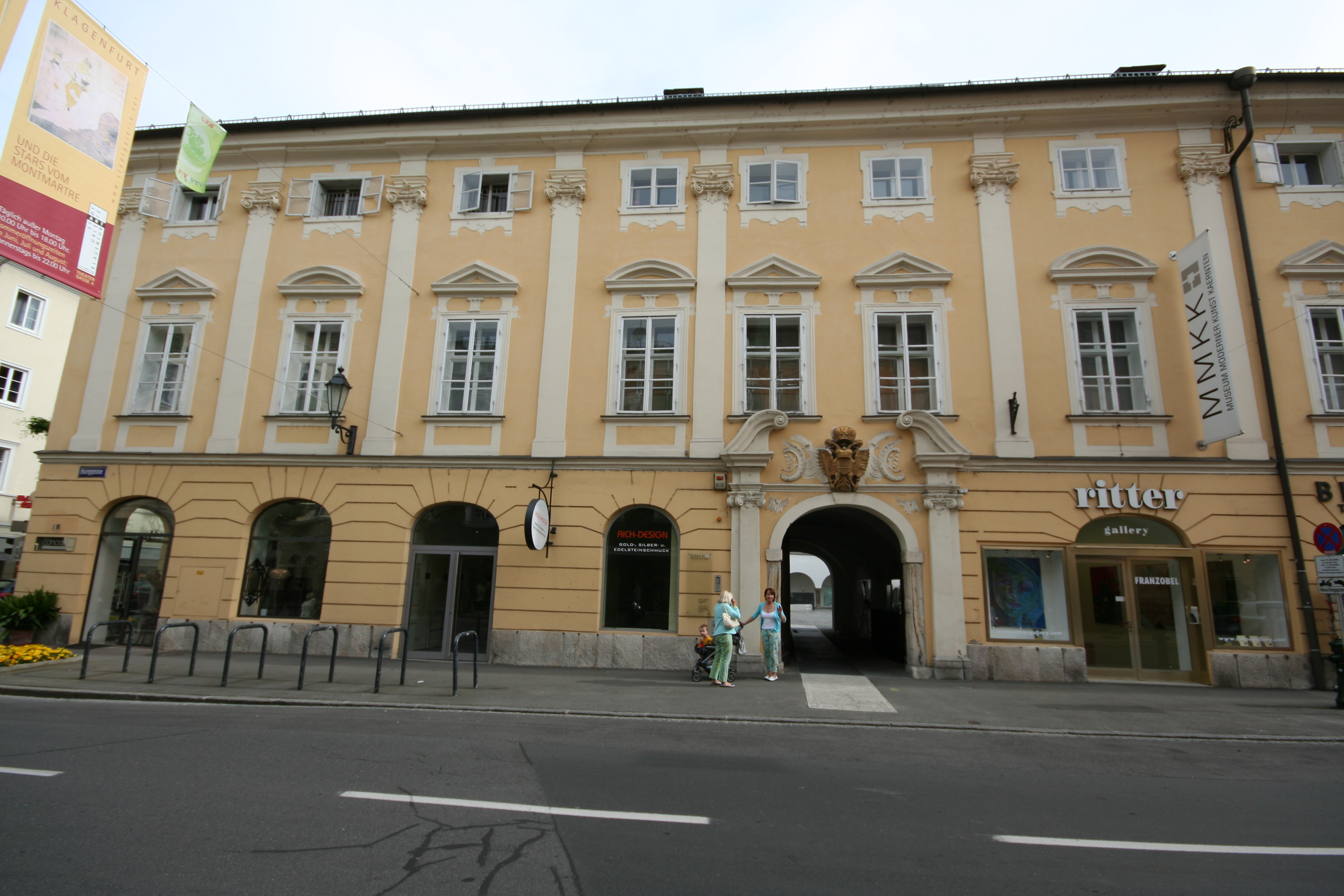
Kärntner Landesgalerie in Klagenfurt

Nach dem Besuch der Volks- und Realschule in Wien und der Matura, studierte Springschitz von 1933 bis 1938 Philosophie, Linguistik und Kunstgeschichte an der Universität Wien. Zur Vorbereitung ihrer Dissertation forschte sie zwei Semester am Herder-Institut Riga. 1938 wurde sie zu dem Thema „Der baltische Dichter Werner Bergengruen“ in Wien promoviert.
Zwischen 1938 und 1952 arbeitete Springschitz unter anderem als Verlagslektorin, Redakteurin, Kulturpublizistin und Kulturkritikerin in Wien und Klagenfurt. Nach ihrer Übersiedlung nach Klagenfurt war sie für die im Kleinmayr-Verlag erscheinende Klagenfurter Zeitung tätig. Edith Kleinmayr betrieb am Alten Platz eine Kunstgalerie, in der Maria Lassnig (1948) und Arnulf Rainer (1951) erstmals ausgestellt wurden. Ab 1952 gestaltete Springschitz Sendungen für den Österreichischen Rundfunk, Landesstudio Kärnten.
1952 wurde sie zunächst Ausstellungsreferentin, anschließend Kuratorin am Kärntner Landesmuseum in der Sektion Kunst und Numismatik. Mit Unterstützung des Direktors Gotbert Moro konzipierte sie vor allem Ausstellungen mit Moderner Kunst. 1956 wurde sie als Landesoberregierungsrat zur Direktorin der in der Burg wiedereröffneten Kärntner Landesgalerie (heute Museum Moderner Kunst Kärnten) berufen, die sie bis 1975 leitete.
Für die vom 18. Juni bis 10. Oktober 1976 stattfindende XXXVII. Biennale von Venedig war Lee Springschitz Kommissärin des österreichischen Pavillons. Sie war zugleich die erste Frau, die mit dieser Aufgabe betraut wurde. Die Auswahl der von ihr gezeigten Künstler Rudolf Hoflehner, Rudolf Kedl, Wolfgang Walkensteiner und Reimo Wukounig blieb nicht ohne Kritik in der Presse.
Springschitz war Herausgeberin und Verfasserin zahlreicher Schriften und Beiträge zur antiken Numismatik und zur zeitgenössischen österreichischen Kunst. Zu ihrer Pensionierung erhielt sie den Kärntner Landestitel Wirklicher Hofrat i. R. verliehen.

## Schriften
- 3. Sylloge nummorum Graecorum. Thracien, Macedonien, Päonien,  Sammlung Dreer im Landesmuseum für Kärnten, Klagenfurt 1990. ISBN 3-900575-06-1
- Slowenische Malerei vom Barock bis zum Impressionismus: aus der Nationalgalerie in Laibach,  Kärntner Landesgalerie, Klagenfurt 1973
- Hoflehner, Kedl, Wukounig, Walkensteiner: XXXVII. Biennale di Venezia 1976, Austria, Gistel & Cie, Wien 1976
- Katalog der Kärntner Landesgalerie, Kärntner Landesgalerie, Klagenfurt 1966
- Arnold Clementschitsch, Kärntner Landesgalerie, Klagenfurt 1957
- Wiener Mode im Wandel der Zeit: Ein Beitrag zur Kulturgeschichte Alt-Wiens, Wiener Verlag, 1949